# Hartley Howard
Hartley Howard, eigentlich Leopold Horace Ognall (* 20. Juni 1908 in Montreal, Québec; † in Großbritannien) war ein englischer Journalist und Schriftsteller. Neben Hartley Howard benutzte Ognall auch das Pseudonym Harry Carmichael, das sich aus dem Vornamen seiner Ehefrau und denen seiner Kinder zusammensetzt.

## Leben und Wirken
Howard wurde in Montreal geboren und verbrachte dort auch seine Schulzeit. Aus dieser Zeit resultieren seine ersten literarischen Versuche. Später schrieb er für mehrere kanadische und britische Zeitungen.
Nach dem Zweiten Weltkrieg, er war in der Verwaltung der British Army tätig, ließ er sich in Großbritannien nieder. Dort heiratete er Cecilia Ognall und hatte mit ihr eine Tochter, Margaret, und zwei Söhne, Michael und Harry.

## Werke

### Als Hartley Howard
Glen Bowman Reihe
- The last appointment. London 1951.
  - deutsch: Ecke Broadway - 14. Straße. Goldmann, München 1963.
- The last deception. London 1951.
  - deutsch: Die letzte Täuschung. Goldmann, München 1964.
- Death of Cecilia. London 1952.
  - deutsch: Cäcilias Tod. Humanitas-Verlag, Konstanz 1959 (übersetzt von Heinz F. Kliem)
  - deutsch: Bleivergiftung. Goldmann, München 1976, ISBN 3-442-25987-8 (übersetzt von Fried Holm)
- The last vanity. London 1952.
  - deutsch: Die letzte Eitelkeit. Humanitas-Verlag, Konstanz 1960 (übersetzt von Heinz F. Kliem)
  - deutsch: Schleichendes Gift. Goldmann, München 1977, ISBN 3-442-26074-4 (übersetzt von Fried Holm)
- Bowman strikes again. London 1953.
  - deutsch: Fahrkarte ins Jenseits. Goldmann, München 1978, ISBN 3-442-04730-7.
- The other side of the door. London 1953.
  - deutsch: Jenseits der Tür. Goldmann, München 1977, ISBN 3-442-26076-0.
- Bowman at a venture. London 1954.
  - deutsch: Zwei Tickets nach Mexiko. Goldmann, München 1977, ISBN 3-442-04632-7.
- Bowman on Broadway. London 1954.
  - deutsch: Bowman auf dem Broadway. Humanitas-Verlag, Konstanz 1960 (übersetzt von Heinz F. Kliem)
  - deutsch: Fünf Stunden Todesangst. Goldmann, München 1979, ISBN 3-442-04867-2 (übersetzt von Fried Holm)
- No target for Bowman. London 1955.
  - deutsch: Dame mit Krawatte. Goldmann, München 1975, ISBN 3-442-04467-7.
- Sleep for the wicked. London 1955.
  - deutsch: Schlaf für die Verdammten. Goldmann, München 1977, ISBN 3-442-04579-7.
- The Bowman touch. London 1956.
  - deutsch: September im Regen. Goldmann, München 1963, ISBN 3-442-04238-0.
- A hearse for Cinderella. London 1956.
  - deutsch: Schuhgröße 3. Goldmann, München 1963.
- Key to the Morgue. London 1957.
  - deutsch: Schlüssel zum Grab. Goldmann, München 1965.
- The long night. London 1957.
  - deutsch: Die längste Nacht. Goldmann, München 1976, ISBN 3-442-26046-9.
- The big snatch. London 1958.
  - deutsch: Der große Fischzug. Goldmann, München 1980, ISBN 3-442-04887-7.
- Sleep, my pretty One. London 1958.
  - deutsch: Geheime Mission. Humanitas-Verlag, Konstanz 1960 (übersetzt von Karl O. von Czernicki)
  - deutsch: Keine kleine Nachtmusik. Goldmann, München 1978, ISBN 3-442-04783-8 (übersetzt von Bernhard Willms)
- Dead line. London 1959.
  - deutsch: Einmal fängt jeder an. Goldmann, München 1978, ISBN 3-442-04777-3.
- Extortion. London 1959.
  - deutsch: Erste Hilfe bei Mord. Goldmann, München 1972, ISBN 3-442-25825-1.
- Fall guy. London 1960.
  - deutsch: Der Teufel sorgt für die Seinen. Goldmann, München 1978, ISBN 3-442-04759-5.
- I'm no hero. London 1961.
  - deutsch: Ich bin kein Held. Goldmann, München 1963.

Philip Scott Zyklus
- Department K. London 1964.[1]
- The eye of the hurricane. London 1968.

Einzelne Romane
- Double Finesse. Lythway Press 1978, ISBN 0-85046-815-9 (EA London 1962)
- The Stretton Case. London 1963.
- Out of fire. London 1965.
- Counterfeit. London 1966.

### Als Harry Carmichael
John Piper Reihe
- The vanishing trick. London 1952.
  - deutsch: Wo steckt Gerhard Allen? Verlag A. Müller, Stuttgart 1965.
- Death counts three. London 1954.[2]
  - deutsch: Einer unter uns ... Pabel, Rastatt 1960 (EA Düsseldorf 1956, übersetzt von Lyddi Overhoff)
  - deutsch: Der Tod zählt bis drei. Goldmann, München 1978, ISBN 3-442-04785-4 (übersetzt von Rotraud Schwoerer).
- Money for murder. London 1955.
  - deutsch: Falscher Glanz und echte Steine. Goldmann, München 1975, ISBN 3-442-04465-0.
- A noose for a lady. Humanitas-Verlag, Konstanz 1960.
  - Lady in der Schlinge. Humanitas-Verlag, Konstanz 1960.
- Justice enough. London 1956.
  - deutsch: Ende der Flitterwochen. Goldmann, München 1975, ISBN 3-442-04474-X.
- Emergence exit. London 1957.
  - deutsch: Notausgang. Humanitas-Verlag, Konstanz 1959 (übersetzt von Heinz F. Kliem)
  - deutsch: Notausstieg. Goldmann, München 1975, ISBN 3-442-04489-8.
- Put out that star. London 1957.[3]
  - deutsch: Gefahr für Madeleine. Goldmann, München 1966.
- Stranglehold. London 1959.[4]
  - deutsch: Nach dem Schock. Goldmann, München 1975, ISBN 3-442-04447-2.
- Requiem for Charles. London 1960.[5]
  - deutsch: Mehr Schatten als Licht. Goldmann, München 1966.
- Safe secret. London 1964.
  - deutsch: Todsicheres Geheimnis. A. Müller Verlag, Stuttgart 1965 (übersetzt von Monika Lenhart-Poestges)
  - deutsch: Safe - Geheimnisse. Goldmann, München 1975, ISBN 3-442-04482-0 (übersetzt von Alexandra Baumrucker)
- The Motive. 1974.
  - deutsch: Mit tödlicher Konsequenz. Goldmann Verlag, München, ISBN 3-442-04456-1 (übersetzt von Norbert Wölfl)
- A grave for two. 1977.
  - deutsch: Ein Grab für zwei. Goldmann Verlag, München 1978, ISBN 3-442-04737-4 (übersetzt von Christine Frauendorf)

Einzelne Romane
- Confession. London 1961.
  - deutsch: Liebe, Mord und falsche Zeugen. Goldmann, München 1980, ISBN 3-442-04847-8.
- The condemmed. London 1967.
  - deutsch: Geflohen aus Dartmoor. Goldmann, München 1970.